# Jerzy Jan II Wittelsbach (Pfalz-Veldenz)
Jerzy Jan Wittelsbach (ur. 24 czerwca 1586 – 29 września 1654) – hrabia palatyn i książę Palatynatu-Lützelstein-Guttenberg.
Syn księcia Jerzego Jana i Anny Marii Wazówny. Jej dziadkami byli Ruprecht Wittelsbach i Urszula Daun-Kyrburg und Salm oraz król Szwecji Gustaw I Waza i Małgorzata Leijonhufvud. Miał czterech braci, po śmierci ojca w 1592 kuratele sprawowała ich matka Anna Wazówna. Sześć lat później bracia podzieli tereny między siebie. Jerzy Gustaw otrzymał Valdenz, Jan August – Lützelstein, zaś Ludwik Filip i Jerzy Jan wspólnie odziedziczyli tereny Guttenberg.
Po śmierci Ludwika Filipa w 1601 roku objął we władanie cały Palatynat-Guttenberg. Dziesięć lat później umiera Jan August, Palatynat-Lützelstein staje się częścią Palatynatu-Lützelstein-Guttenberg. 6 czerwca 1613 roku ożenił się z Susanną Wittelsbach (1591-1645), córką księcia Palatynatu-Sulzbach Otto Henryka i Marii Doroty Wirtemberskiej. Para miała czwórkę dzieci:
- Jerzego Otto (1614-1635)
- Anne Marie (1616)
- Jana Fryderyka (1617-1618)
- Filipa Ludwika (1619-1620)

Po śmierci Jerzego Palatynat-Lützelstein-Guttenberg został połączony z Palatynatem-Veldenz w osobie księcia Leopolda Ludwika.